# Pozytonowa tomografia emisyjna

Maksimum emisji (MIP) dla rozpadu związku ^{18}F-FDG

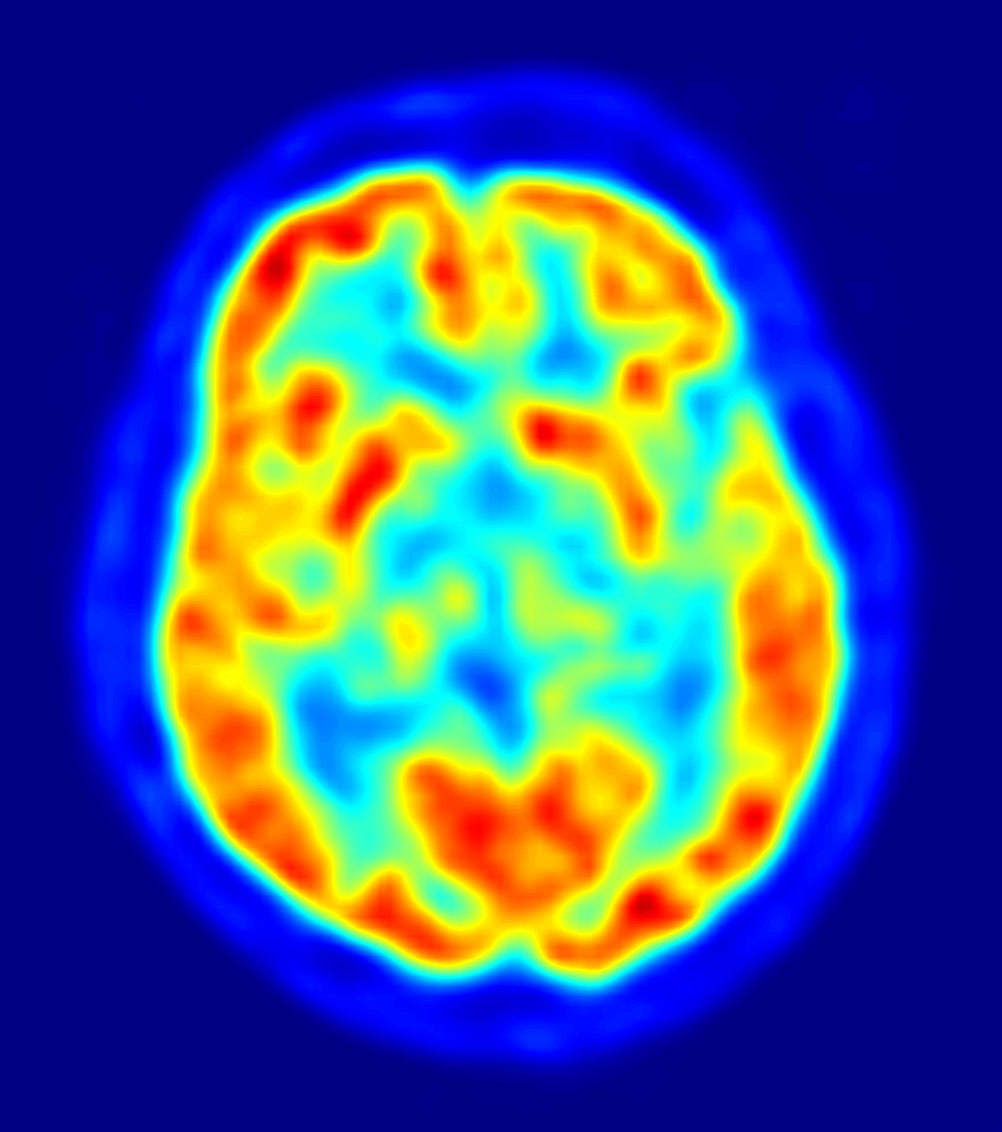
Obraz mózgowia wykonany metodą PET

Pozytonowa tomografia emisyjna, tomografia emisyjna pozytonowa, emisyjna tomografia pozytonowa, PET (od ang. positron emission tomography) – technika obrazowania, w której (zamiast, jak w tomografii komputerowej, zewnętrznego źródła promieniowania rentgenowskiego lub radioaktywnego) rejestruje się promieniowanie powstające podczas anihilacji pozytonów (antyelektronów). Źródłem pozytonów jest podana pacjentowi substancja promieniotwórcza (głównie 11
C, 68
Ga, 18
F), ulegająca rozpadowi beta plus. Substancja ta zawiera izotopy promieniotwórcze o krótkim czasie połowicznego rozpadu, dzięki czemu większość promieniowania powstaje w trakcie badania, co ogranicza powstawanie uszkodzeń tkanek wywołanych promieniowaniem. Wiąże się także z koniecznością uruchomienia cyklotronu w pobliżu (krótki czas połowicznego rozpadu izotopów to także krótki maksymalny czas ich transportu), co znacząco podnosi koszty.
Obecnie praktycznie wszystkie dostępne skanery pozytonowej tomografii emisyjnej są urządzeniami hybrydowymi typu:
- PET-CT, PET/CT, PET-TK – połączenie PET z wielorzędowym tomografem komputerowym
- PET-MRI, PET/MRI – połączenie PET z rezonansem magnetycznym[6].

Dzięki połączeniu tych urządzeń w jedno można w jednym badaniu ocenić anatomię narządów pacjenta i zlokalizować precyzyjnie ewentualne ogniska gromadzenia radioznacznika PET.

## Zasada działania
Powstające w rozpadzie promieniotwórczym pozytony, po przebyciu najwyżej kilku milimetrów, zderzają się z elektronami zawartymi w tkankach ciała, ulegając anihilacji, w wyniku której z pary elektron–pozyton powstają dwa kwanty promieniowania elektromagnetycznego (fotony) o energii 511 keV każdy, poruszające się w przeciwnych kierunkach (pod kątem 180°). Fotony te rejestrowane są jednocześnie przez dwa z wielu detektorów ustawionych pod różnymi kątami w stosunku do ciała pacjenta (najczęściej w postaci pierścienia), w wyniku czego można określić dokładne miejsce powstania pozytonów. Informacje te rejestrowane w postaci cyfrowej na dysku komputera, pozwalają na konstrukcję obrazów będących przekrojami ciała pacjenta, analogicznych do obrazów uzyskiwanych w obrazowaniu metodą rezonansu magnetycznego.
W badaniu PET wykorzystuje się fakt, że określonym zmianom chorobowym towarzyszy zmiana metabolizmu niektórych związków chemicznych, np. cukrów. Ponieważ energia w organizmie uzyskiwana jest głównie poprzez spalanie cukrów, to w badaniach wykorzystuje się deoksyglukozę znakowaną izotopem 18F o okresie połowicznego rozpadu około 110 minut. Najczęściej stosowanym preparatem jest 18
F-FDG, ale także 68
Ga-PSMA (ang. prostate-specific membrane antigen) oraz cholina i octan znakowane 11
C/18
F.

## Zastosowanie
PET stosuje się w medycynie nuklearnej głównie przy badaniach mózgu, serca, stanów zapalnych niejasnego pochodzenia oraz nowotworów. Umożliwia wczesną diagnozę choroby Huntingtona.
Zastosowanie PET wpłynęło na znaczne poszerzenie wiedzy o etiologii i przebiegu w przypadku choroby Alzheimera, Parkinsona czy różnych postaci schizofrenii, padaczki.
Dzięki diagnostyce PET istnieje bardzo duże prawdopodobieństwo rozpoznania nowotworów (w około 90% badanych przypadków). Takiego wyniku nie daje się osiągnąć przy pomocy żadnej innej techniki obrazowania. PET daje także możliwość kontroli efektów terapeutycznych w trakcie leczenia chorób nowotworowych, np. za pomocą chemioterapii, hormonoterapii lub radioterapii.

## PET-CT w Polsce
Ośrodki PET-CT w Polsce:
- województwo dolnośląskie
  - Wrocław (Dolnośląskie Centrum Medycyny Nuklearnej Affidea na terenie Uniwersyteckiego Szpitala Klinicznego)
  - Wrocław (pracownia PET-CT w Dolnośląskim Centrum Onkologii we Wrocławiu)
- województwo kujawsko-pomorskie
  - Bydgoszcz (Centrum Onkologii im. prof. Franciszka Łukaszczyka w Bydgoszczy)
- województwo lubelskie
  - Lublin (SPSK 4 Uniwersytetu Medycznego w Lublinie)
  - Zamość (Nu-Med Centrum Diagnostyki i Terapii Onkologicznej na terenie szpitala im.Jana Pawła II)
- województwo lubuskie
  - Gorzów Wlkp. (Starmedica - Centrum Medyczne w Gorzowie Wlkp.)
- województwo łódzkie
  - Łódź (Medyczne Centrum Diagnostyczne Voxel w Łodzi na terenie SPZOZ MSW w Łodzi)[b][8][9][10]
  - Łódź (Wojewódzki Szpital Specjalistyczny im. M. Kopernika w Łodzi)[11]
- województwo małopolskie
  - Kraków (Medyczne Centrum Diagnostyczne Voxel Ośrodek PET-TK-MR w Krakowie na terenie 5 Wojskowego Szpitala Klinicznego z Polikliniką SPZOZ)[12]
  - Kraków (Ośrodek Medycyny Nuklearnej PET - CT Kliniki Endokrynologii Szpitala Uniwersyteckiego)[13]
  - Kraków (Centrum Onkologii - Instytut im. Marii Skłodowskiej-Curie Oddział w Krakowie)
- województwo mazowieckie
  - Warszawa (Centrum diagnostyki obrazowej PET-CT Nukleomed)[14]
  - Warszawa (Narodowy Instytut Onkologii im. Marii Skłodowskiej-Curie – Państwowy Instytut Badawczy)[15]
  - Warszawa (Mazowieckie Centrum PET-CT Affidea na terenie szpitala WIM przy ul. Szaserów)[16]
  - Warszawa (Samodzielny Publiczny Centralny Szpital Kliniczny)
  - Radom (Radomskie Centrum Onkologii im. Bohaterów Czerwca 76')[17][18]
- województwo opolskie
  - Opole (Zakład Medycyny Nuklearnej Voxel na terenie Opolskiego Centrum Onkologii w Opolu)[19]
- województwo podlaskie
  - Białystok ul. Żurawia 71A (Bioskaner - Laboratorium Obrazowania Molekularnego i Rozwoju Technologii Uniwersytetu Medycznego w Białymstoku Sp. z o.o.)
  - Białystok (Medyczne Centrum Diagnostyczne Voxel na terenie Białostockiego Centrum Onkologii)
- województwo podkarpackie
  - Brzozów (Medyczne Centrum Diagnostyczne Voxel na terenie Szpitala Specjalistycznego w Brzozowie)
- województwo pomorskie
  - Gdańsk (Uniwersyteckie Centrum Kliniczne)
- województwo śląskie
  - Katowice (Medyczne Centrum Diagnostyczne Voxel na terenie Uniwersyteckiego Centrum Okulistyki i Onkologii SPSK ŚUM)
  - Chorzów (Chorzowskie Centrum Pediatrii i Onkologii im. dr Edwarda Hankego)[20][21]
  - Gliwice (Narodowy Instytut Onkologii, im Marii Skłodowskiej Curie, Państwowy Instytut Badawczy, Oddział w Gliwicach)
- województwo świętokrzyskie
  - Kielce (Świętokrzyskie Centrum Onkologii)
- województwo warmińsko-mazurskie
  - Olsztyn (Affidea na terenie Wojewódzkiego Szpitala Specjalistycznego w Olsztynie)[22]
- województwo wielkopolskie
  - Poznań (Pracownia PET-CT Affidea, Wielkopolskie Centrum Medyczne na terenie szpitala HCP)[23]
  - Poznań (Wielkopolskie Centrum Onkologii)
- województwo zachodniopomorskie
  - Szczecin (Newmedical - Centrum Diagnostyki Obrazowej w Szczecinie)
  - Koszalin (Międzynarodowe Centrum Onkologi Affidea w Koszalinie)[24]

## Zagrożenia
PET nie jest techniką inwazyjną, jednak jej użycie wystawia pacjenta na pewną dawkę promieniowania jonizującego. Dawka ta jest na poziomie akceptowalnym dla technik diagnostycznych i przez ponad 50 lat stosowania metody nie stwierdzono efektów ubocznych jej stosowania. Kobiety w ciąży lub karmiące piersią powinny poinformować o swoim stanie lekarza oraz personel obsługujący aparat.

## Korzyści
Pozytonowa tomografia emisyjna pozwala ocenić nie tylko kształt organów i tkanek, ale także ich funkcjonowanie. Zmiany w tkankach można zatem wykryć wcześniej, niż pozwala na to tomografia komputerowa bądź rezonans magnetyczny.